# Стрелець (Великотирновська область)
Стреле́ць (болг. Стрелец) — село у Великотирновській області Болгарії. Входить до складу общини Горішня Оряховиця.

## Населення
За даними перепису населення 2011 року у селі проживали 328 осіб.
Національний склад населення села:
| Національність   | Кількість осіб | Відсоток |
| ---------------- | -------------- | -------- |
| болгари          | 200            | 63,5%    |
| турки            | 113            | 35,9%    |
| цигани           | 0              | 0%       |
| Всього відповіли | 315            |          |

Розподіл населення за віком у 2011 році:
Динаміка населення: